# Oklahoma Land Run (1893)
Der Oklahoma Land Run von 1893, auch bekannt als Cherokee Outlet Opening oder Cherokee Strip Land Rush, führte zur Besiedelung des Cherokee Outlet durch angloamerikanische Siedler. Es war der vierte und größte einer Reihe von Land Runs im Oklahoma-Territorium. Das Cherokee Outlet wurde 1907 Teil des US-Bundesstaates Oklahoma.

## Geschichte

### Hintergrund

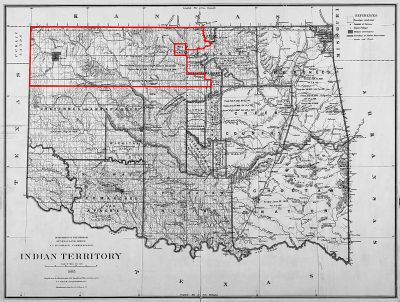
Cherokee Outlet (1885) rot imarkiert

Das Cherokee Outlet war eines von drei Gebieten, welche die Cherokee nach der Umsiedlung ins heutige Ost-Oklahoma im Jahr 1835 im Vertrag von New Echota zugesprochen bekommen.  Nach einem Artikel im Chicago Tribune von 1879, drang eine wachsende Bewegung auf die Öffnung der Unassigned Lands im Indianerschutzgebiet zur Besiedelung. Die Boomers genannte Bewegung gewann politischen Einfluss. Die Boomer hatten bereits in den 1880er Jahren durchgesetzt, dass im Land Run von 1889 öffentliches Land für die Besiedlung freigegeben wurde.
Benjamin Harrison  verbot den Cherokee Indianern in einem Präsidialerlass ihr Land im Cherokee Outlet nach dem 2. Oktober 1890 weiterhin als Weide zu verpachten. Damit erhielten Cherokee keinen Pachtzins mehr.  Daraufhin stimmten die Cherokee im Folgejahr zu, das Land zu einem Preis von 1,40 $ bis 2,50 $ pro Acre an die Regierung zu verkaufen. Als Teil der Vereinbarung konnten einzelne Cherokees Ansprüche im Outlet geltend machen, eine Möglichkeit die viele nutzten.
Dürren, sinkende Agrarpreise und die Wirtschaftskrise von 1893 trieben viele in die Boomer-Lager von Kansas. Der Druck stieg, je mehr potenzielle Siedler in Zelten darauf warteten das öffentliche Land in Besitz zu nehmen.

### Land Run

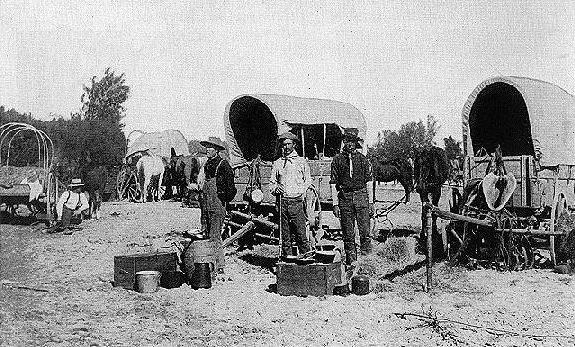
Siedler warten auf die Freigabe des Cherokee Outlet

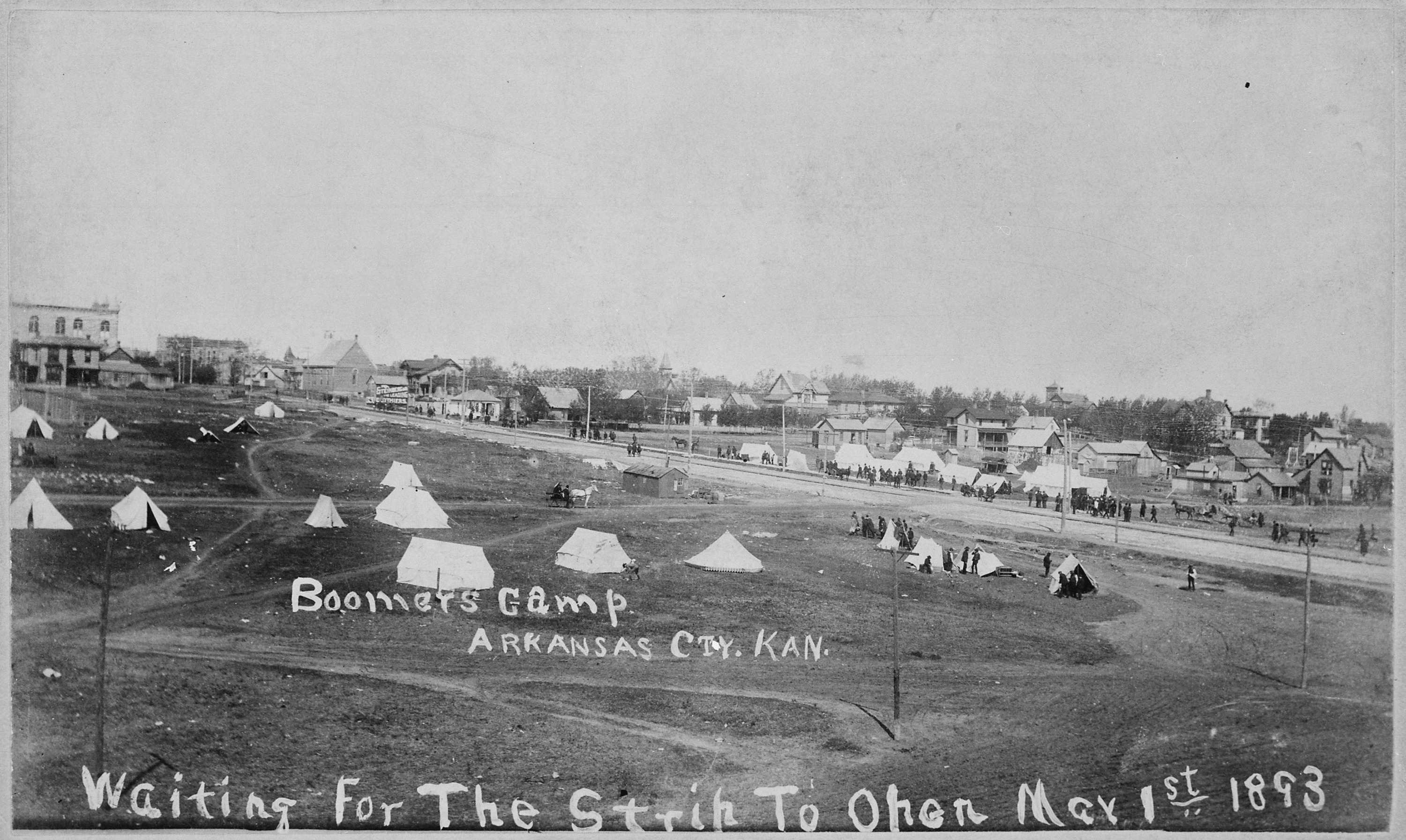
Warten auf die Öffnung des Cherokee Strip 1. März 1893.

Der Land Run begann am Mittag des 16. September 1893 mit schätzungsweise 100.000 Teilnehmern. Es wurden 6 Millionen Acres des ehemaligen Cherokee-Weidelands zur Besiedelung freigegeben. Es war der größte Land Run in Oklahoma.
Für den Land Run wurden vier Vertretungen des General Land Office in Perry, Enid, Woodward und Alva eingerichtet. Um die Ordnung aufrechtzuerhalten, wurden dort Infanterietruppen stationiert. Kavallerie wurde in der Nähe von Alva, Bluff Creek, Chilocco, Clear Creek, Hennessey, Pond Creek, South Wharton und Waynoka stationiert. Trotzdem gelang es einigen Sooners, sich vorzeitig einzuschleichen und sich Gebiete zu sichern. Die Nachfrage nach Land überstieg das Angebot bei Weitem. Deshalb bekam die Mehrheit der Teilnehmer kein Land.
Eine prominente Teilnehmerin des Land Runs war Eliza Carpenter. Da es ein Preisgeld von $1,000 für die erste Person gab, die Ponca City erreichte wurde das Rennen sehr hitzig. Carpenter besaß Rennpferde und konnte daher zwölf Meilen in 45 Minuten zurücklegen, was einem querfeldein Schnitt von 25 km/h entspricht. Sie steckte eine Farm ab, konnte sie jedoch nicht behalten, weil sie die Grenzen dem Grundbuchamt nicht genau genug beschrieb.

### Nachwirkungen
Obwohl es auch Erfolgsgeschichten gab, waren nicht alle Siedlungen erfolgreich, was dazu führte, dass viele Ansprüche bis Ende des Jahres aufgegeben wurden.
Die Counties Kay, Grant, Woods, Woodward, Garfield, Noble und Pawnee erhielten nach dem Land Run ihre Namen. Davor wurden sie nur mit den Buchstaben K bis Q bezeichnet. Nachdem Oklahoma im Jahr 1907 den Vereinigten Staaten als Bundesstaat beitrat, wurden im Cherokee Outlet vier weitere Counties Alfalfa, Ellis, Harper und Major ausgewiesen, wobei ihnen Land aus den Counties Woods, Kay und Woodward zugeschlagen wurde.

## Wahrnehmung

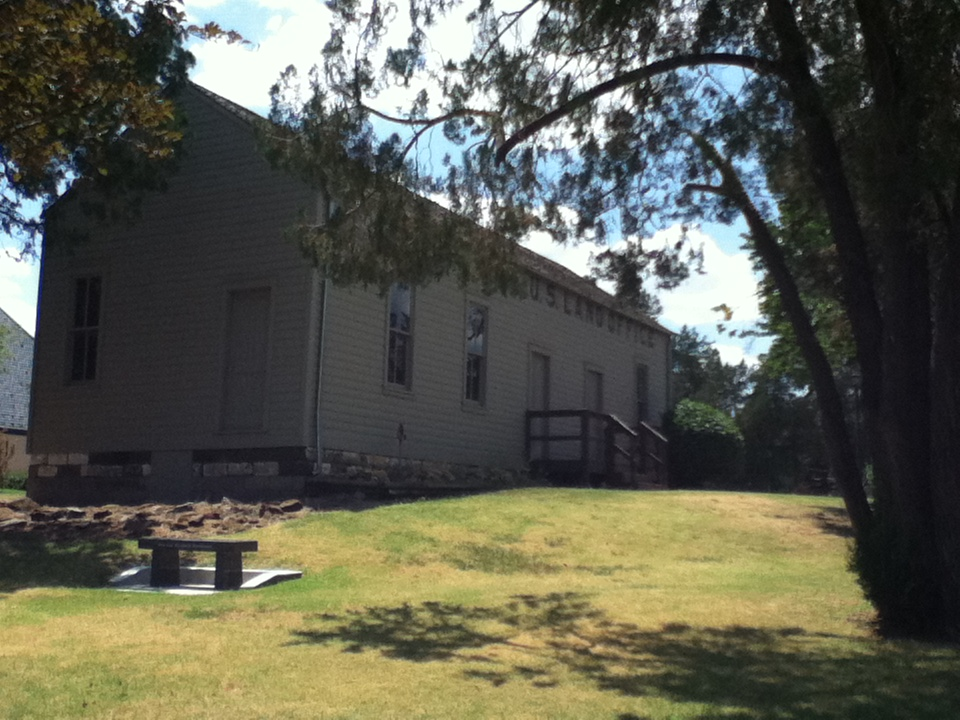
Garfield County Land Office in Enid, Oklahoma.

- Im September 1920 wurde der Cherokee Outlet Land Rush von 1893 nachgestellt. Eliza Carpenter gewann das Rennen mit zwei schnellen Ponys vor einem Buggy, in dem sie aufrecht, wie in einem römischen Streitwagen stand.[5]

- Tumbleweeds, 1925, Stummfilm-Western
- Cimarron, 1929, Roman von Edna Ferber
  - Pioniere des wilden Westens (1931, Film, Originaltitel Cimarron)
  - Cimarron (1960 Film)
- Flammende Grenze (1935, Film, Originaltitel The New Frontier, Western mit John Wayne)
- The Oklahoma Kid (1939 Film)
- The Thundering Prairie (1969Roman von M. A. Hancock)
- In einem fernen Land (1992 Film, Originaltitel Far and Away)